# لفت تو سافر
لفت تو سافر (انگلیسی: Left to Suffer) یک گروه موسیقی دث‌کور آمریکایی از آتلانتا، جورجیا است که از سال ۲۰۱۹ آغاز به کار کرد.